# MediaCorp Channel 5
Media Corp Canal 5 (chino: 5 頻道, antes de 31 de diciembre de 2004 新加坡 電視 (inglés "Televisyen Singapur") y 第 5 波 道 (inglés "Saluran 5" y "quinta frecuencia") es un canal de noticias general de 24 horas y canal de televisión terrestre de libre difusión en Singapur.
Desde sus modernización general en 2015, su misión principal es promover un Singapur más feliz y más iluminado. Creyendo firmemente en la provisión de todo un poco de entretenimiento, buenos valores de la familia y de la comunidad, la buena armonía racial, la buena ciudadanía corporativa, y la promoción de la integración nacional, la estación trabaja en un concepto de programación basado en la cita que refleja su filosofía de ser "Es bueno estar Inicio el 5 ".
Los programas en el Canal 5 normalmente incluyen series (tanto las importaciones extranjeras y de fabricación local), películas, deportes, reality, show de variedades, noticias, temas de actualidad y programa de concursos. Ediciones locales de programas en el extranjero como Singapur Idol, ¿Quién quiere ser millonario? y Deal or No Deal también se han producido.